# Sony Xperia E
Das Sony Xperia E ist ein Einsteiger-Smartphone der Xperia-Serie von Sony. Es wurde am 5. Dezember 2012 offiziell angekündigt. Es hat das gleiche Design wie das Xperia J, nur hat es einen 3,5-Zoll-Bildschirm. Es gibt ebenfalls eine Dual-Sim-Variante des Xperia E mit dem Namen Xperia E dual.
Das Xperia E wurde mit der Android-Version 4.1 Jelly Bean mit Sony UI ausgeliefert. Seitdem folgte nur ein kleines Update auf Android 4.1.1, welches ebenfalls Jelly Bean heißt. Die letzte Aktualisierung trägt die Versionsnummer 11.3.A.2.33 und wurde am 11. Juli 2014 veröffentlicht.

## Display
Das Sony Xperia E besitzt ein 3,5 Zoll (10,16 cm) großes TFT-LC-Display mit einer Auflösung von 320 × 480 Pixeln (ca. 165 ppi Pixeldichte) und einem Farbraum von 262.144 Farben. Die Helligkeit des Displays beträgt laut Messungen verschiedener Fachzeitschriften um die 392 cd/m², was nicht ganz ausreicht, um das Smartphone bei direkter Sonneneinstrahlung ohne Probleme bedienen zu können.

Der Touchscreen unterstützt zudem Multi-Touch-Gesten mit bis zu vier Fingern.

## Kamera
Das Xperia E bietet eine 3,2-MP-Hauptkamera deren Software Autofokus, Fokussieren und Aufnahme durch Tippen, Geotagging, einen Bildstabilisator, Rote-Augen-Reduzierung, Selbstauslöser und eine Gesichts- und Lächelerkennung bietet. Ein LED-Blitzlicht besitzt es nicht.

## Design
Das Aussehen des Xperia E besteht zum größten Teil aus Polycarbonat und besitzt eine Mischung aus dem „OmniBalance“-Design der Xperia-Z-Serie und dem Design der früheren Xperia arc Designlinie. Es besitzt am unteren Rand der Vorderseite eine große LED-Benachrichtigungsleiste, welche in verschiedenen Farben aufleuchten kann. Anders als die Smartphones der Xperia Z-Serie ist das Xperia E weder wasserdicht noch staubdicht. Dies hat aber auch zur Folge, dass es keine Klappen für die Anschlüsse braucht.

## Bewertung und Kritik
In Expertentests wie z. B. der Zeitschrift Connect werden das für den Preis gebotene, handliche Design, welches gut verarbeitet ist, gelobt, die Kamera und Schnelligkeit des Handys jedoch kritisiert.